# Anagyrus punctifrons
Anagyrus punctifrons är en stekelart som beskrevs av Timberlake 1941. Anagyrus punctifrons ingår i släktet Anagyrus och familjen sköldlussteklar. Inga underarter finns listade i Catalogue of Life.